# Frankford Yellow Jackets

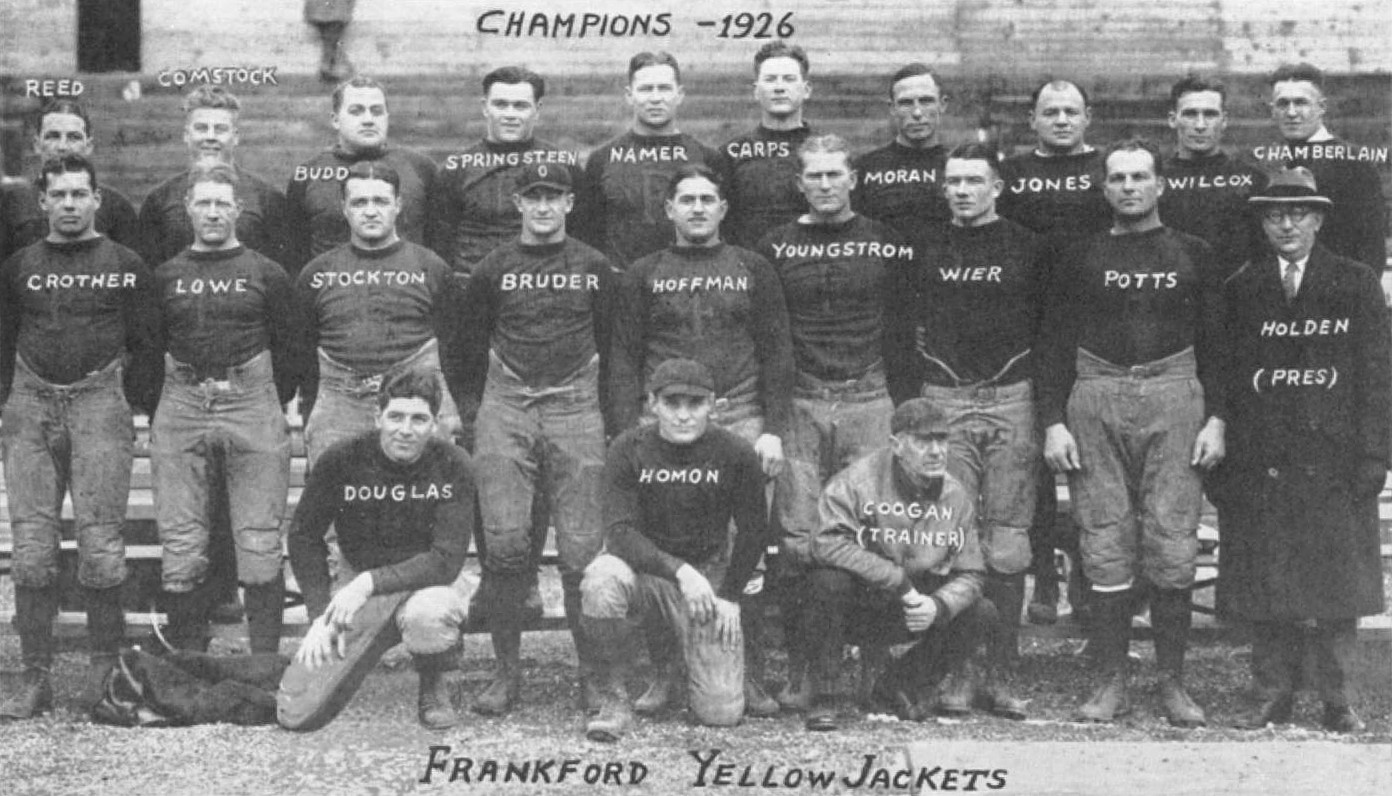
Los Frankford Yellow Jackets en 1926

Los Frankford Yellow Jackets fue un equipo de la NFL entre 1924 a 1931, aunque su origen se remonta a 1899 como
Frankford Athletic Association.
Los Yellow Jackets ganaron el campeonato de la NFL en 1926 . El equipo jugó sus partidos en casa a partir de 1923
en el Frankford Stadium (también llamado Yellow Jacket Field) en Frankford, una sección en la parte noreste de Philadelphia, que se
destaca porque la Línea Market–Frankford termina allí.

## Temporadas
| Año  | V  | D  | E | Resultado | Entrenador(es)                                                                        |
| ---- | -- | -- | - | --------- | ------------------------------------------------------------------------------------- |
| 1924 | 11 | 2  | 1 | 3.º       | Punk Berryman                                                                         |
| 1925 | 13 | 7  | 0 | 6.º       | Guy Chamberlin                                                                        |
| 1926 | 14 | 1  | 1 | 1ro       | Guy Chamberlin                                                                        |
| 1927 | 6  | 9  | 3 | 7.º       | Charley Moran (2–5–1); Swede Youngstrom/Charley Rogers/Russ Daugherty/Ed Weir (4–4–2) |
| 1928 | 11 | 3  | 2 | 2.º       | Ed Weir                                                                               |
| 1929 | 10 | 4  | 5 | 3.º       | Bull Behman                                                                           |
| 1930 | 4  | 13 | 1 | 9.º       | Bull Behman (2–10–1); George Gibson (2–3)                                             |
| 1931 | 1  | 6  | 1 | 10.º      | Bull Behman                                                                           |